# Metapenaeus endeavouri
Metapenaeus endeavouri är en kräftdjursart som först beskrevs av Schmitt 1926.  Metapenaeus endeavouri ingår i släktet Metapenaeus och familjen Penaeidae. Inga underarter finns listade i Catalogue of Life.